# Yolağac
Yolağac è un comune dell'Azerbaigian situato nel distretto di Masallı. Conta una popolazione di 729 abitanti.